# Catotrichinae
Catotrichinae zijn een onderfamilie uit de familie van de galmuggen (Cecidomyiidae). De wetenschappelijke naam van de onderfamilie is voor het eerst geldig gepubliceerd in 2000 door Jaschhof.

## Taxonomie
De volgende geslachten zijn bij de familie ingedeeld:
- Catotricha Edwards, 1938[3]
- Trichotoca Jaschhof & Jaschhof, 2008[4]
- † Mesotrichoca Jaschhof & Jaschhof, 2008[4]